# Orchis quadripunctata
Orchis quadripunctata är en orkidéart som beskrevs av Domenico Maria Leone Cirillo och Michele Tenore. Orchis quadripunctata ingår i släktet nycklar, och familjen orkidéer. Inga underarter finns listade i Catalogue of Life.
Arten förekommer med flera från varandra skilda populationer i östra Italien, västra och södra Balkan, på grekiska öar och i västra Turkiet. Den växer i låglandet och i bergstrakter upp till 1600 meter över havet. Denna orkidé hittas i skogar, buskskogar, gräsmarker och klippiga regioner. Den växer vanligen i direkt solljus eller på halvskuggiga platser. Orchis quadripunctata blommar från mitten av mars till senare maj.
För beståndet är inga hot kända. Hela populationen anses vara stor. IUCN listar arten som livskraftig (LC).

## Bildgalleri

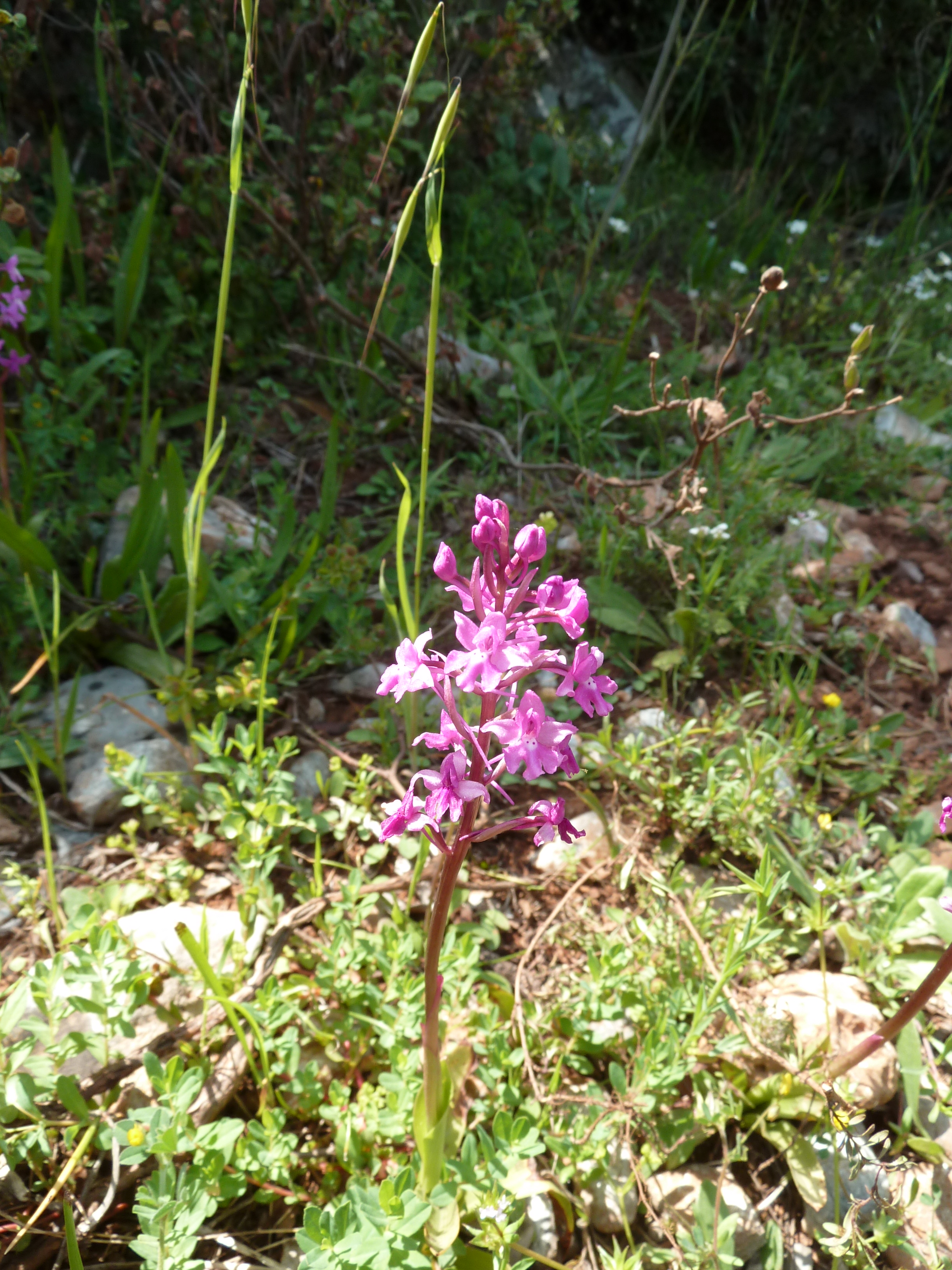
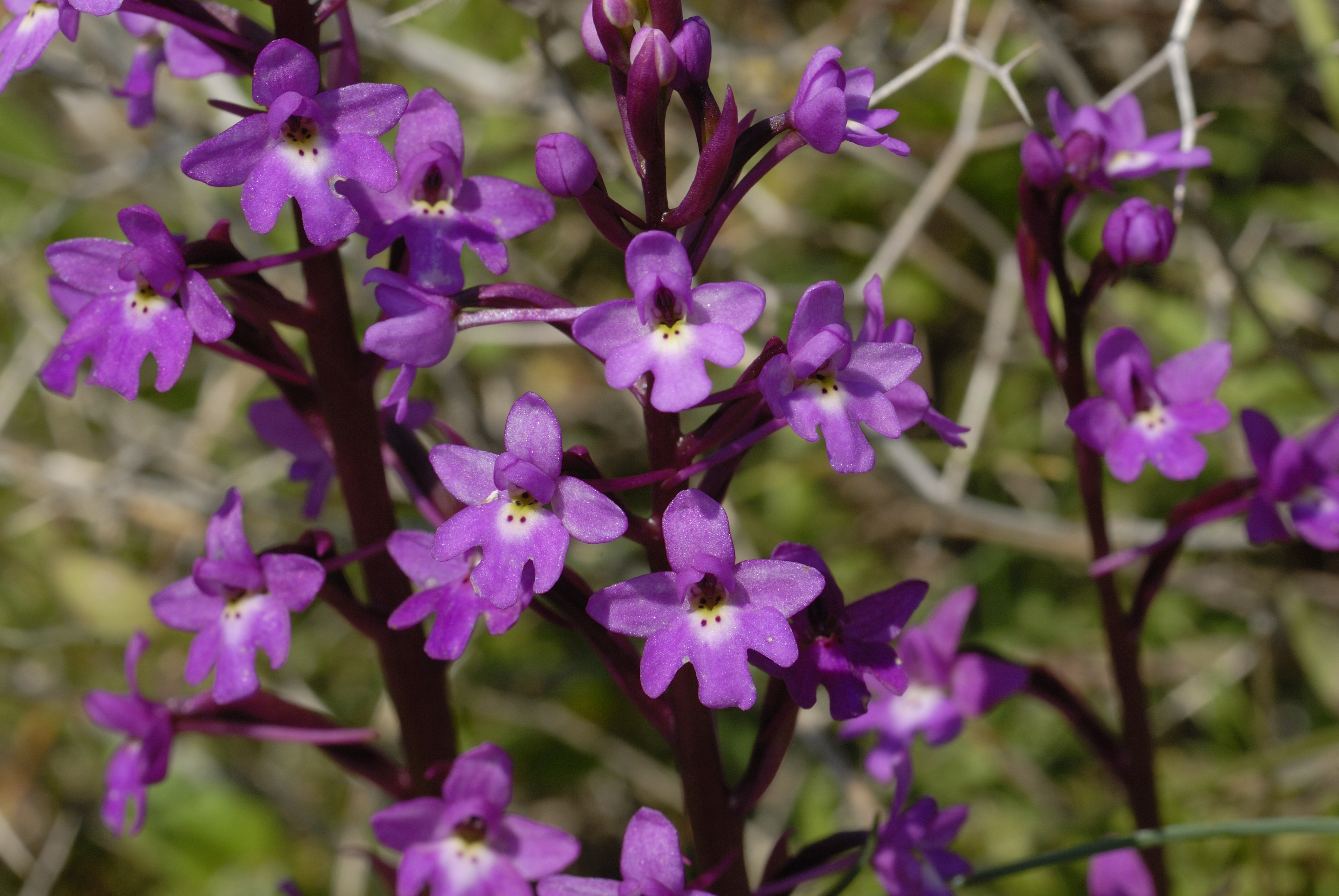
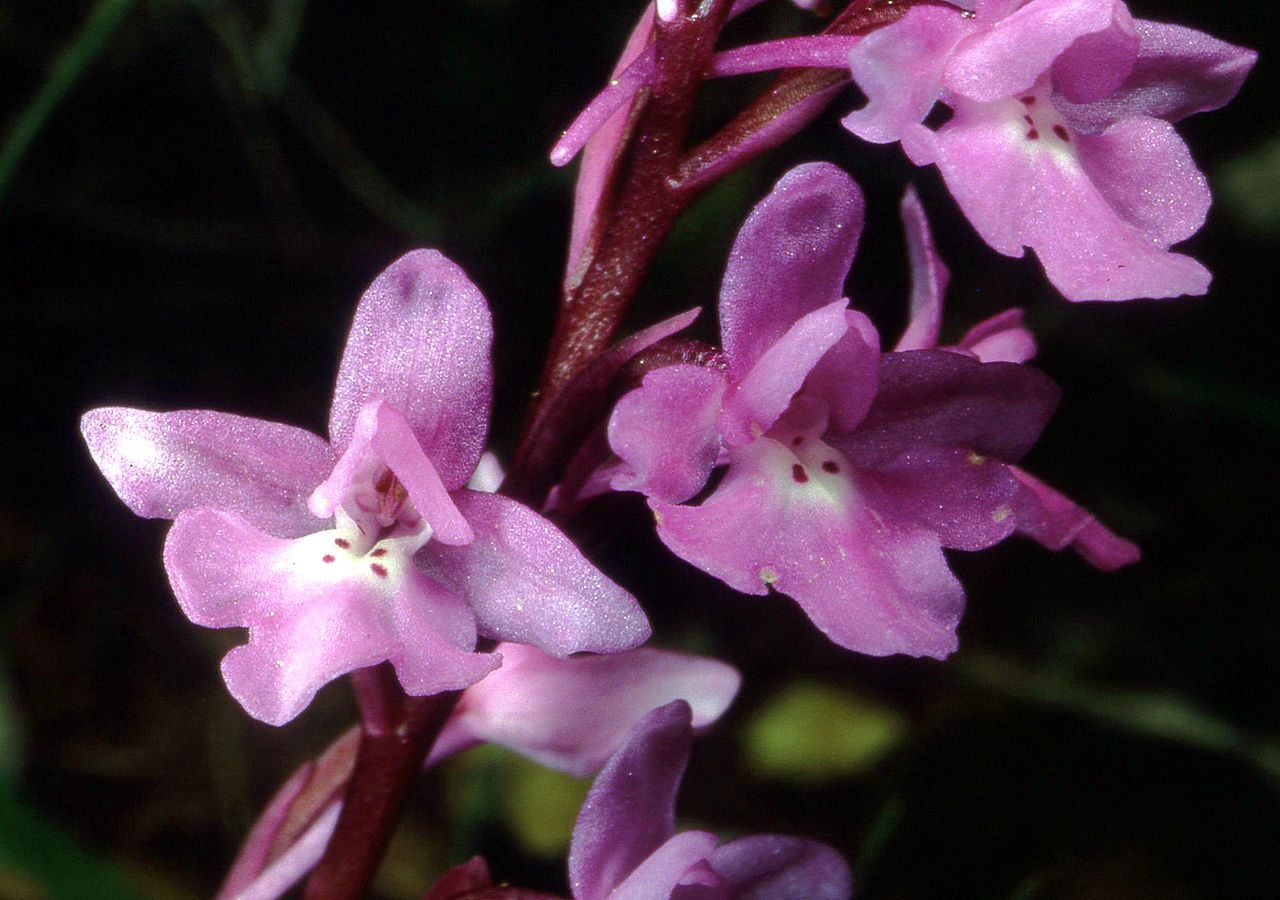
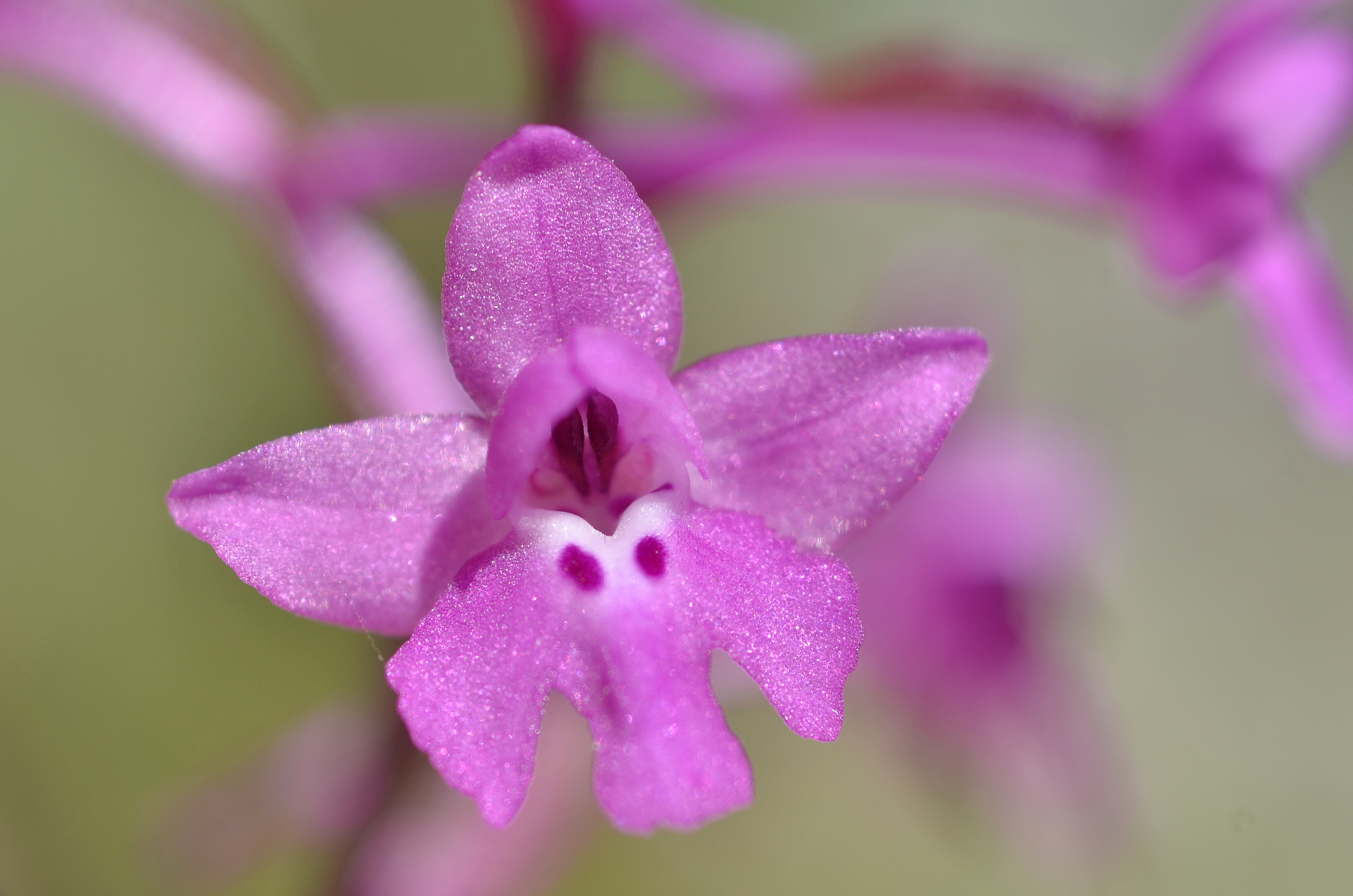
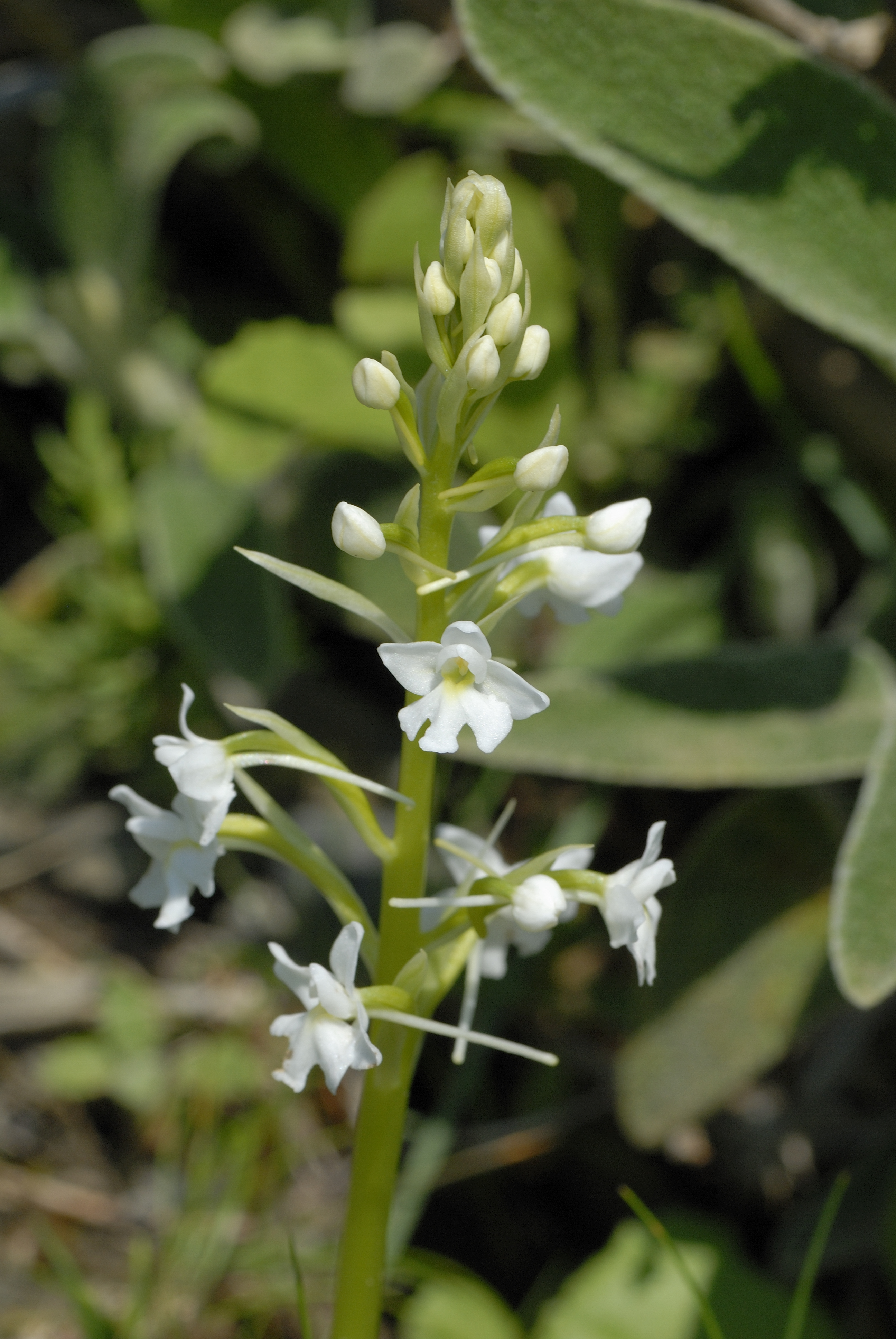